# Ghiacciaio Yoder
Il ghiacciaio Yoder (in inglese Yoder Glacier) è un ghiacciaio lungo circa 4,8 km situato nell'entroterra della costa di Bakutis, nella parte orientale della Terra di Marie Byrd, in Antartide. Il ghiacciaio, il cui punto più alto si trova a circa 400 m s.l.m., è situato in particolare a nord-est del picco Haver, nella dorsale di Kohler, e da qui fluisce verso est fino a unire il proprio flusso a quello del ghiacciaio Kohler.

## Storia
Il ghiacciaio Yoder è stato mappato dallo United States Geological Survey grazie a ricognizioni terrestri dello stesso USGS e a fotografie aeree scattate dalla marina militare statunitense (USN) nel periodo 1959-1971; esso è stato poi così battezzato dal Comitato consultivo dei nomi antartici in onore di Robert D. Yoder, del Dipartimento di Stato degli Stati Uniti d'America, direttore della Commissione Interagenzie in Antartide nel periodo 1970-73.